# Cellier aux Moines
Le cellier aux Moines est un cellier, attenant à un moulin à vent, situé sur le territoire de la commune de Givry dans le département français de Saône-et-Loire et la région Bourgogne-Franche-Comté.

## Historique
Le cellier et le moulin, bâtis au XIIe siècle, font l'objet d'une inscription au titre des monuments historiques depuis le 15 avril 1970.